# Бинц, Артур
Артур Генрих Бинц (нем. Arthur Heinrich Binz, 12 ноября 1868, Бонн — 25 января 1943, Берлин) — немецкий химик и профессор университета. Он всегда рассматривал свои исследования как связующее звено между химией и медициной.

## Биография
Бинц был сыном фармаколога Карла Бинца и его жены Харриет Эмили Бинц, урождённой Швабе. По материнской линии он был дальним родственником писателя Уильяма Теккерея.
Бинц учился в гимназии в Бонне и в колледже Оуэнс в Манчестере. Затем изучал химию в Боннском и Лейпцигском университетах. В 1888 году был награждён лентой Боннского студенческого корпуса «Саксония». В 1893 году Бинц получил докторскую степень под руководством Отто Валлаха в Гёттингенском университете . С 1894 по 1897 год Бинц зарабатывал на жизнь, работая химиком на хлопчатобумажной фабрике Rolffs & Co. в Зигбурге. Затем он переехал в Манчестер, чтобы работать на фабрике своего рано умершего деда, S. Schwabe & Co. В это время Бинц завершил свою хабилитацию в Бонне в 1899 году. В 1901 году он женился на парижанке, писательнице Хуаните Ройтлингер. У них родились две дочери, одна из которых, Тита Бинц, впоследствии стала известным фотографом. В феврале 1943 года Артур Бинц скончался в Берлине от рака толстой кишки в возрасте 74 лет. Он был похоронен в квартал «Тринитатис» на Юго-Западном кладбище Штансдорфа.

### Научная деятельность
В 1906 году Бинц поступил на работу в Берлинское высшее коммерческое училище и преподавал там в качестве лектора. С 1911 по 1913 год он возглавлял училище. После Первой мировой войны, в 1918 году, Бинц был назначен заведующим кафедрой химии в Шпейер-Хаусе во Франкфурте-на-Майне. В 1921 году Бинц был назначен директором Химического института Берлинского сельскохозяйственного университета. В этой должности Бинц был редактором журнала «Journal of Applied Chemistry» с 1922 по 1933 год. Он также переиздал «Энциклопедический справочник по промышленной химии» Джеймса Шеридана Маспрэтта.
В 1928 году, в честь его 60-летия, Американская урологическая ассоциация присвоила Бинцу звание почётного члена. Год спустя Технологический институт Карлсруэ присвоил Бинцу почётную докторскую степень доктора технических наук (Dr.-Ing. E.h.). С 1931 по 1933 год Бинц занимал пост вице-президента правления Немецкого химического общества. Будучи его генеральным секретарём с 1932 по 1937 год, он сыграл ключевую роль в увольнении из него сотрудников-евреев. С 1937 по 1938 год Бинц преподавал в Институте Франклина в Филадельфии.
В 1929 году, занимаясь поисками лекарства от сифилиса, он случайно синтезировал первый внутривенный урографический препарат — селектан, радиоактивный контрастный препарат, который впоследствии, после ряда модификаций, появился на рынке под названием «уроселектан». Мозес Свик (признавший его важность как контрастного вещества) и Александр фон Лихтенберг сыграли ключевую роль в его внедрении. Таким образом, Бинц стал одним из основоположников экскреторной урографии.

## Труды
- Geschichte des Uroselectans. In: Zeitschrift für Urologie, Band 31 (1937), S. 73-84.
- Edelmetalle. Ihr Fluch und ihr Segen. Limpert, Berlin 1943.